# Mermessus
Mermessus es un género de arañas araneomorfas de la familia Linyphiidae. Se encuentra en la zono holártica y neotropical.

## Lista de especies
Según The World Spider Catalog 12.0::
- Mermessus agressus (Gertsch & Davis, 1937)
- Mermessus albulus (Zorsch & Crosby, 1934)
- Mermessus annamae (Gertsch & Davis, 1937)
- Mermessus antraeus (Crosby, 1926)
- Mermessus augustae (Crosby & Bishop, 1933)
- Mermessus augustalis (Crosby & Bishop, 1933)
- Mermessus avius (Millidge, 1987)
- Mermessus brevidentatus (Emerton, 1909)
- Mermessus bryantae (Ivie & Barrows, 1935)
- Mermessus caelebs (Millidge, 1987)
- Mermessus coahuilanus (Gertsch & Davis, 1940)
- Mermessus cognatus (Millidge, 1987)
- Mermessus colimus (Millidge, 1987)
- Mermessus comes (Millidge, 1987)
- Mermessus conexus (Millidge, 1987)
- Mermessus conjunctus (Millidge, 1991)
- Mermessus contortus (Emerton, 1882)
- Mermessus denticulatus (Banks, 1898)
- Mermessus dentiger O. Pickard-Cambridge, 1899
- Mermessus dentimandibulatus (Keyserling, 1886)
- Mermessus dominicus (Millidge, 1987)
- Mermessus dopainus (Chamberlin & Ivie, 1936)
- Mermessus entomologicus (Emerton, 1911)
- Mermessus estrellae (Millidge, 1987)
- Mermessus facetus (Millidge, 1987)
- Mermessus floridus (Millidge, 1987)
- Mermessus formosus (Millidge, 1987)
- Mermessus fractus (Millidge, 1987)
- Mermessus fradeorum (Berland, 1932)
- Mermessus fuscus (Millidge, 1987)
- Mermessus hebes (Millidge, 1991)
- Mermessus holdus (Chamberlin & Ivie, 1939)
- Mermessus hospita (Millidge, 1987)
- Mermessus ignobilis (Millidge, 1987)
- Mermessus imago (Millidge, 1987)
- Mermessus index (Emerton, 1914)
- Mermessus indicabilis (Crosby & Bishop, 1928)
- Mermessus inornatus (Ivie & Barrows, 1935)
- Mermessus insulsus (Millidge, 1991)
- Mermessus jona (Bishop & Crosby, 1938)
- Mermessus leoninus (Millidge, 1987)
- Mermessus libanus (Millidge, 1987)
- Mermessus lindrothi (Holm, 1960)
- Mermessus maculatus (Banks, 1892)
- Mermessus maderus (Millidge, 1987)
- Mermessus major (Millidge, 1987)
- Mermessus mediocris (Millidge, 1987)
- Mermessus medius (Millidge, 1987)
- Mermessus merus (Millidge, 1987)
- Mermessus mniarus (Crosby & Bishop, 1928)
- Mermessus modicus (Millidge, 1987)
- Mermessus montanus (Millidge, 1987)
- Mermessus monticola (Millidge, 1987)
- Mermessus moratus (Millidge, 1987)
- Mermessus naniwaensis (Oi, 1960)
- Mermessus nigrus (Millidge, 1991)
- Mermessus obscurus (Millidge, 1991)
- Mermessus orbus (Millidge, 1987)
- Mermessus ornatus (Millidge, 1987)
- Mermessus paludosus (Millidge, 1987)
- Mermessus paulus (Millidge, 1987)
- Mermessus perplexus (Millidge, 1987)
- Mermessus persimilis (Millidge, 1987)
- Mermessus pinicola (Millidge, 1987)
- Mermessus probus (Millidge, 1987)
- Mermessus proximus (Keyserling, 1886)
- Mermessus rapidulus (Bishop & Crosby, 1938)
- Mermessus singularis (Millidge, 1987)
- Mermessus socius (Chamberlin, 1949)
- Mermessus sodalis (Millidge, 1987)
- Mermessus solitus (Millidge, 1987)
- Mermessus solus (Millidge, 1987)
- Mermessus subantillanus (Millidge, 1987)
- Mermessus taibo (Chamberlin & Ivie, 1933)
- Mermessus tenuipalpis (Emerton, 1911)
- Mermessus tepejicanus (Gertsch & Davis, 1937)
- Mermessus tibialis (Millidge, 1987)
- Mermessus tlaxcalanus (Gertsch & Davis, 1937)
- Mermessus tridentatus (Emerton, 1882)
- Mermessus trilobatus (Emerton, 1882)
- Mermessus undulatus (Emerton, 1914)